# Дамрей
Дамрей (раніше — Елефан; (кхмер. Chuŏr Phnom Dâmrei, дослівно — «Слонов'ячі гори»)) — гірський хребет, що знаходиться на півдні Камбоджі, в основному, в провінції Кампот.

## Опис
Дамрей - окрема частина гір Кравань, але займають набагато меншу площу. Найвища точка — Боккоу, 1079 м над рівнем моря. Гори розташовані недалеко від узбережжя Сіамської затоки і покриті густим лісом. На західних схилах, схильних до південно-західних мусонів, випадає 3800-5000 мм опадів на рік, тоді як східні схили отримують лише 1020-1520 мм.
Гори Дамрей до 1975 року були основним центром вирощування знаменитого Кампотського перцю. Після закінчення тривалої громадянської війни плантації перцю повільно відновлюються починаючи з кінця 1990-х.

## Туризм
Національний парк Бокор займає верхню частину і вершини гір Дамрей. Влада бореться з незаконною вирубкою лісу. В парку росте велика кількість рослин, включаючи рідкісні види орхідей, також у парку знаходяться кілька мальовничих водоспадів.
На вершині гори Боккоу знаходиться покинута французька «кліматична станція» Бокор-Гілл, де високопоставлені французькі офіцери відпочивали в спекотний час. У місті знаходяться церква й казино, також у покинутому стані.

## Див також
- Національний парк Бокор